# Arthur Maude
Pour les articles homonymes, voir Maude et Maud.
Arthur Maude, né Arthur John Maud, à Pontefract (Angleterre), le 23 juillet 1880, et mort à Paddington (Cité de Westminster) le 9 janvier 1950, est un acteur, scénariste et réalisateur britannique.

## Biographie
Maude est né en 1880 à Pontefract, dans le Yorkshire, de William Robert Maud (1849-1919) et sa femme Lucy Monkman (1853-1929). Il fera la demande des années plus tard de prouver qu'il était également le neveu du général britannique Sir Frederick Stanley Maude, le héros de la Première Guerre mondiale dans la campagne de Mésopotamie, mais ceci n'est pas étayé par les résultats des recensements britanniques et les actes d'état civil.
Maude a commencé sa carrière comme acteur de théâtre. Il a joué pendant six ans avec la compagnie théâtrale de John Martin Harvey, puis est devenu directeur de la compagnie de Constance Crawley en Amérique, et il tint notamment le rôle masculin principal dans la production à Broadway de M. et Mme Daventry (années 1910). Arthur Maude et Constance Crawley (qui était alors séparée de son mari) ont commencé à vivre ensemble, et il a repris la gestion de sa carrière,. Tous deux ont continué à jouer ensemble, et à co-écrire des films pendant la Première Guerre mondiale, dont six avec l'éphémère American Film Manufacturing Company (Studios Flying "A") de Santa Barbara, en Californie, qui était à l'époque l'un des plus grands studios de cinéma aux États-Unis.
Après la mort de Constance Crawley en 1919, Maude a continué à jouer, écrire des scénarios et réaliser des films. Il est probablement mieux connu pour son rôle du Dr. Gilbert Trent dans le film The Man from Beyond de Harry Houdini en 1922, ce qui fut son dernier grand rôle d'acteur au cinéma. Cependant, Maude a continué à diriger, et joué dans de petits rôles aussi. Son dernier grand projet de film aux États-Unis est un film muet aux thèmes patriotiques The Flag: A Story Inspired by the Tradition of Betsy Ross (1927), dont il fut à la fois scénariste et réalisateur. Bien que le film soit court (deux bobines d'environ vingt minutes), il a été produit en couleur en utilisant le procédé Technicolor.
Entre 1927 et 1928, Maude est retourné en Grande-Bretagne après avoir vécu pendant plus de vingt-cinq ans aux États-Unis. Il a continué à réaliser des films, dont le drame The Clue of the New Pin, qui a été filmé en utilisant le système Phonofilm et est généralement considéré comme le premier long-métrage parlant produit en Grande-Bretagne.

## Vie privée
Bien qu'il ait vécu de 1913 à 1919 avec Constance Crawley, il n'existe aucune preuve que Maude n'ait été marié, ni qu'il ait eu de relation avec une autre femme. Il a continué à rester impliqué dans l'industrie du cinéma, et est décédé d'une crise cardiaque à l'âge de soixante-neuf ans, le 9 janvier 1950 à Paddington, plus d'un an avant la sortie de son dernier film, un court métrage intitulé One Good Turn (1951).

## Filmographie partielle

### Comme acteur
- 1914 : A Political Feud de Thomas H. Ince et Richard Stanton : Dick Kent
- 1914 : Rio Jim, le fléau du désert (Two-Gun Hicks) de William S. Hart : Joe Jenks
- 1915 : The Devil de Reginald Barker et Thomas H. Ince : Harry Lang
- 1915 : The Cup of Life de Thomas H. Ince et Raymond B. West : Jack Jordon
- 1922 : L'Homme de l'au-delà (The Man from Beyond) de Burton L. King : Dr. Gilbert Trent

### Comme scénariste
- 1921 : A Message from Mars, de Maxwell Karger

### Comme réalisateur
- 1928 : Toni (en)
- 1929 : The Clue of the New Pin
- 1951 : One Good Turn (en)

## Crédit d'auteurs
- (en) Cet article est partiellement ou en totalité issu de l’article de Wikipédia en anglais intitulé « Arthur Maude » (voir la liste des auteurs).